# 韓旭健
韓旭健（Hon Yuk Kin），生於香港，香港籃球運動員，司職大前鋒，現時香港甲一組籃球聯賽球隊遊協。

## 籃球生涯
韓旭健出生於香港，在年少讀書時期加入校隊，中學時期曾多次在學界籃球比賽中多次獲得獎項，但一直亦無參與校外訓練。直至19歲那年，韓旭健才开始參加第一次的全港青少年超級籃球聯，他在2011年代表香港22歲以下Nike league冠軍，遠赴上海參加全國NIKE高中籃球聯賽，而在較後的2011年更獲Nike league 3 on 3比賽最有價值球員，及後在毅進認識了趙志華教練，獲他介紹到當時還在甲二的南青，那時的執教的教练就是現今南華教練朱耀明，在教練朱耀明兩年培訓下，韓旭健在2012年加盟甲一的安青，惟到2014年，韓旭健因私人理由暫別球壇，之后在他的隊友胡兆智鼓勵之下加盟遊協。 

## 教練生涯
韓旭健修畢完香港籃球總會第一級教練課程，現在多間會所及學校中擔任教練工作，也分別在香港籃球總會的訓練班，擔任實習教練及籃總乙組球隊中擔任助教一職。

## 外部連結
- 香港籃球總會網頁 （页面存档备份，存于）